# The Producers (TV-serie)
The Producers (hangul: 프로듀사; RR: Peurodyusa) är en sydkoreansk TV-serie som sändes på KBS2 från 15 maj till 20 juni 2015. Kim Soo-hyun, Cha Tae-hyun, Gong Hyo-jin och IU spelar huvudrollerna.

## Rollista (i urval)
- Kim Soo-hyun - Baek Seung-chan
- Cha Tae-hyun - Ra Joon-mo
- Gong Hyo-jin - Tak Ye-jin
- IU - Cindy